# His Girl Friday
His Girl Friday is een Amerikaanse screwball-komedie uit 1940 onder regie van Howard Hawks. Het scenario is gebaseerd op het toneelstuk Reporter van de auteurs Ben Hecht en Charles MacArthur en de film is een remake van The Front Page (1931). Verschil is dat hoofdpersonage Hildy Johnson in His Girl Friday een vrouw is.

## Verhaal
Hoofdredacteur Walter Burns heeft niemand om de terechtstelling van de moordenaar Earl Williams te verslaan. Dan komt zijn ex-vrouw Hildy Johnson ook nog eens ontslag nemen om met een andere man te trouwen...

## Rolverdeling
| Acteur           | Personage                         |
| ---------------- | --------------------------------- |
| Cary Grant       | Walter Burns                      |
| Rosalind Russell | Hildegaard 'Hildy' Johnson        |
| Ralph Bellamy    | Bruce Baldwin                     |
| Gene Lockhart    | Sheriff Peter B. 'Pinky' Hartwell |
| Porter Hall      | Murphy                            |
| Ernest Truex     | Roy V. Bensinger                  |